# Гвимбалаури
Гвимбалаури (груз. გვიმბალაური) — село в Грузии, на территории Ланчхутского муниципалитета края (мхаре) Гурия.

## География
Село находится в западной части Грузии, в ущелье реки Орагвисгеле (левый приток Пичори), вблизи западной окраины города Ланчхути, административного центра муниципалитета. Абсолютная высота — 16 метров над уровнем моря.

## Население
По результатам официальной переписи населения 2014 года, в Гвимбалаури проживало 746 человека (350 мужчин и 396 женщин). В национальной структуре населения грузины составляли 99,7 %, белорусы — 0,15 %, русские — 0,15 %.
| Год  | Население, человек |
| ---- | ------------------ |
| 2002 | 805                |
| 2014 | ↘ 746              |